# Bouillon (hertigdöme)
Bouillon var ett grevskap, senare hertigdöme i Nedre Lothringen.
Bouillon såldes 1096 av Gottfrid av Bouillon till biskopsdömet Liège. 1483-1521 och 1552-1559 innehades hertigdömet av en gren av huset La Marck. Genom freden i Nijmegen 1678 avträddes det till huset arvtagare, ätten La Tour d'Auvergne, men ställdes under fransk överhöghet. 1795 förenades det med Frankrike. 1815 blev det en del av Luxemburg och tillföll 1830 Belgien.